# Theodora III.

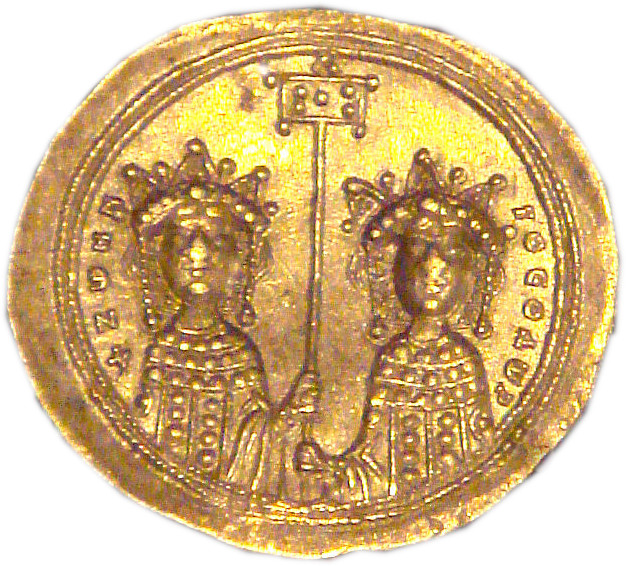
Gold-Histamenon, Zoe und Theodora III.

Theodora III. (mittelgriechisch Θεοδώρα; * um 985; † 31. August 1056 in Byzanz) war Kaiserin von Byzanz.

## Leben
Theodora war die Tochter des Kaisers Konstantin VIII. von Byzanz und die jüngere Schwester der Kaiserin Zoë. Im Jahr 1032 wurde sie von dieser genötigt, sich ins Kloster zurückzuziehen. Am 21. April 1042 erhob man sie im Zuge einer Volksbewegung zur Mitkaiserin. Doch bereits am 11. Juni war ihre Kaiserschaft beendet, als sich ihre Schwester Zoë in dritter Ehe mit Kaiser Konstantin IX. von Byzanz vermählte. Nach dessen Tod am 11. Januar 1055 bestieg die inzwischen über 70-jährige Theodora, die den designierten Thronfolger Nikephoros Proteuon in ein Kloster verbannt hatte, zum zweiten Mal den Kaiserthron und herrschte bis zu ihrem Tod im August 1056. Kurz zuvor ernannte die kinderlose Theodora – unter Missachtung der legitimen Ansprüche des Theodosios Monomachos – den nicht aus ihrer Familie stammenden Michael VI. zu ihrem Nachfolger, so dass mit ihrem Tod die makedonische Dynastie zu Ende ging.